# Ken’ichi Sugano
Ken’ichi Sugano (jap. 菅野 賢一 Sugano Ken’ichi; ur. 8 sierpnia 1971) – japoński piłkarz występujący na pozycji obrońcy.

## Kariera klubowa
Od 1994 do 2001 roku występował w klubach Kashiwa Reysol, Kawasaki Frontale i Mito HollyHock.